# Sheldon Holder
Sheldon Lawrence Holder (Georgetown, 30 settembre 1991) è un calciatore guyanese, attaccante dei Morvant Caledonia e della nazionale guyanese.

## Carriera

### Club
Ha giocato nel campionato guyanese e trinidadiano.

### Nazionale
Nel 2019 viene convocato con la nazionale guyanese per la Gold Cup.

## Palmarès

### Club

#### Competizioni nazionali
- Trinidad & Tobago FA Cup: 2

Caledonia AIA: 2011-2012, 2012-2013
- Coppa di Lega di Trinidad e Tobago: 2

Caledonia AIA: 2011, 2012

#### Competizioni internazionali
- Campionato per club CFU: 1

Caledonia AIA: 2012